# 1963/1982年のイパネマ娘
『1963／1982年のイパネマ娘』（1963/1982ねんのイパネマむすめ）は、村上春樹の短編小説。

## 概要
| 初出     | 『トレフル』1982年4月号                 |
| 収録書籍 | 『カンガルー日和』（平凡社、1983年9月） |

1991年1月刊行の『村上春樹全作品 1979〜1989』第5巻（講談社）に収録される際、加筆がなされた。
村上は本作についてこう述べている。「『1963／1982年のイパネマ娘』はある種の概念をつきつめて書いた作品である。ここには具象性というものは皆無である。『1963／1982年のイパネマ娘』はリチャード・ブローティガンにとっての『アメリカの鱒釣り』と同じような位置にある。僕の作品を例にあげれば、『貧乏な叔母さんの話』と似ていると思う」
冒頭に「イパネマの娘」の英語詞を訳した詞の一部分が載っており、「スタン・ゲッツのヴェルヴェットのごときテナー・サクソフォン」という文章が出てくる。ゲッツ、ジョアン・ジルベルト、アストラッド・ジルベルトらによるバージョンが録音されたのは1963年3月だが、レコードとして発表されたのは翌年の1964年である（『ゲッツ/ジルベルト』）。

## あらすじ
1982年のイパネマ娘はやはり1963年のイパネマ娘と同じように海を見つめている。彼女はもうかれこれ四十に近いはずだ。しかしレコードの中では彼女はもちろん歳をとらない。スタン・ゲッツのヴェルヴェットのごときテナー・サクソフォンの上では、彼女はいつも十八で、クールでやさしいイパネマ娘だ。
「僕」は「イパネマの娘」を耳にするたびに高校の廊下を思い出し、高校の廊下は「僕」にコンビネーション・サラダを思い出させ、コンビネーション・サラダは「僕」に昔ちょっと知っていた女の子を思い出させる。彼女はいわゆる信念の人で、野菜をバランスよく食べてさえいれば全てはうまくいくものと信じ切っていた。なんだか「いちご白書」みたいな話だ。
1963／1982年のイパネマ娘は形而上学的な熱い砂浜を音もなく歩きつづけている。「僕」はビーチ・パラソルの下に寝転んでクーラー・ボックスから缶ビールを取り出し、彼女と一緒にビールを飲んだ。
「君は年齢（とし）をとらないんだね？」
「だって私は形而上学的な女の子なんだもの］
「君のことを考えるたびに、僕は高校の廊下を思い出すんだ。どうしてだうろね？」
彼女は答える。「人間の本質は複合性にあるのよ。人間科学の対象は客体にではなく、身体のうちにとりこまれた主体にあるのよ」
1963／1982年のイパネマ娘は今も熱い砂浜を歩きつづける。レコードの最後の一枚が擦り切れるまで。
2021年2月14日　TOKYO FM 開局50周年記念 村上春樹 produce MURAKAMI JAM ～いけないボサノヴァ Blame it. にて、自身が朗読。